# Discoforo
Il Discoforo è una scultura attribuita a Policleto, databile al 460 a.C. circa e oggi noto solo da copie marmoree successive.

## Storia e descrizione
Il Discoforo è attribuibile con molta probabilità al periodo giovanile di Policleto. La testa presenta notevoli affinità con quella del Doriforo, dall'ovale del volto al taglio degli occhi, sebbene le ciocche non abbiano ancora la regolarità di quelle del Doriforo, opera della maturità.